# Pier Paolo Pasolini
Pier Paolo Pasolini (phát âm tiếng Ý: [pjɛr paolo pazolini]; 5 tháng 3 năm 1922 - ngày 2 tháng 11 năm 1975) là một đạo diễn phim, nhà thơ, nhà văn và nhà trí thức người Ý. Pasolini nổi bật là một nhà thơ, nhà báo, nhà triết học, nhà văn, nhà viết kịch, nhà làm phim, báo và tạp chí chuyên mục, diễn viên, họa sĩ và nhân vật chính trị. Ông đã chứng minh một sự đa dạng văn hóa độc đáo và đặc biệt, trở thành một nhân vật gây nhiều tranh cãi trong quá trình này.